# Fujifilm
Fujifilm Holdings Corporation (jap. 富士フイルム株式会社 Fujifuirumu Kabushiki-kaisha) – japońska firma znana przede wszystkim z produkcji filmów do aparatów fotograficznych oraz samych aparatów, a także z produkcji mediów dla laboratoriów embryologicznych (Irvine) Fujifilm ma 220 oddziałów w różnych krajach w Azji, Europie czy Ameryce Północnej. Jest notowana na giełdach tokijskiej i amerykańskiej.

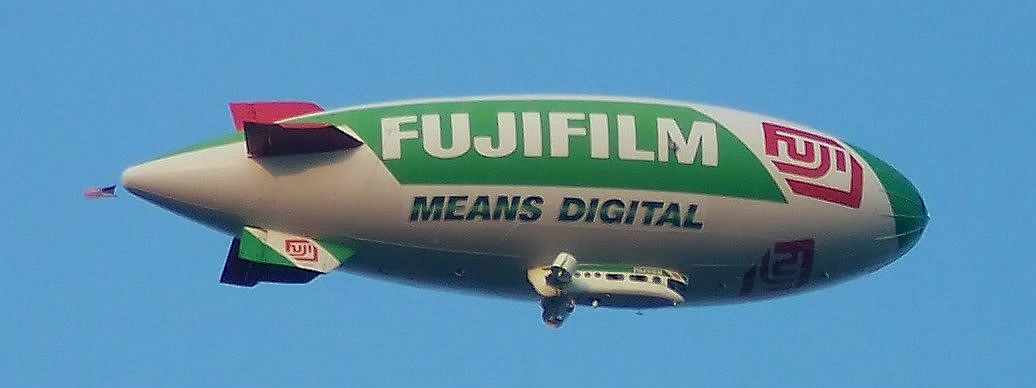
Logo firmy na sterowcu

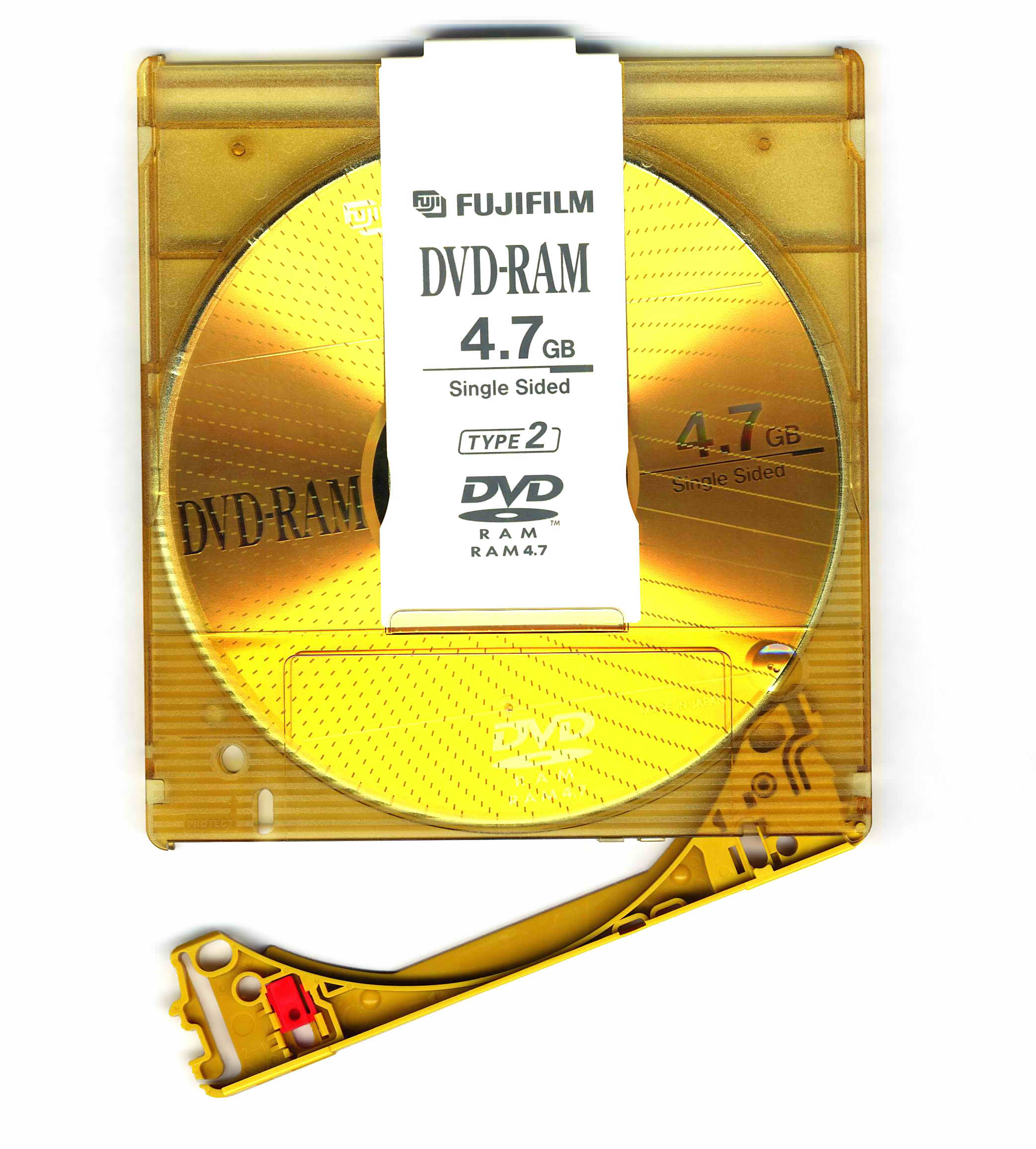
Płyta DVD-RAM Fujifilm

W Polsce, produkty Fuji pojawiły się po raz pierwszy w 1972 roku a ich dystrybutorem była Equipex z Wiednia. Głównymi odbiorcami produktów (taśmy, obiektywy, kamery, negatywy i pamięci magnetyczne) byli m.in. TVP, Komitet Kinematografii, ZUS i GUS. Na początku lat 80. sieci sklepów Pewex oraz Baltona rozpoczęły krajową sprzedaż wyrobów tego producenta oferując najpierw aparaty fotograficzne a następnie kasety wideo. W sierpniu 1989 roku japońskie przedsiębiorstwo utworzyło Fotex Poland, które 7 października 1992 roku zmieniło nazwę na Fujifilm Polska.

## Produkty
- filmy fotograficzne (o różnym przeznaczeniu): Velvia, NPZ, C41, Fujicolor Superia
- cyfrowe aparaty fotograficzne – seria Fujifilm X, GFX i FinePix
- obiektywy Fujinon X, GFX, kinematograficzne i studyjne
- aparaty natychamiastowe instax i wkłady instax
- lornetki Fujinon
- papier do drukowania zdjęć
- zwykły papier do drukowania
- papier fotograficzny
- chemia fotograficzna
- aparaty fotograficzne Fujica
- minilaby Frontier
- urządzenia medyczne do radiografii i mammografii cyfrowej
- błona do zdjęć rentgenowskich
- produkty dla kinematografii
- maszyny poligraficzne Luxel
- materiały eksploatacyjne dla poligrafii, płyty offsetowe, filmy graficzne
- media do hodowli zarodków, witryfikacji oocytów i zarodków etc.
- Drukarki biurowe
- Archiwizacja danych, kasety LTO
- Folie pomiarowe